# Friuli Latisana

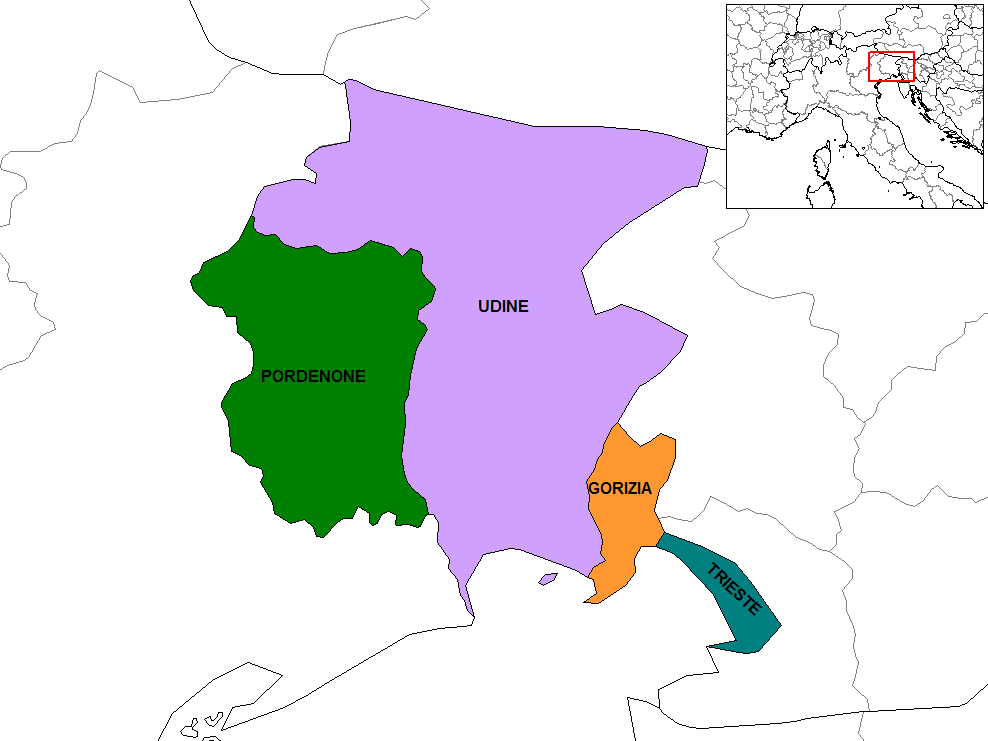

Le Friuli Latisana est un vignoble italien de la région Frioul-Vénétie Julienne doté d'une appellation DOC depuis le 19 mai 1975. Seuls ont droit à la DOC les vins récoltés à l'intérieur de l'aire de production définie par le décret.

## Aire de l'appellation
Les vignobles autorisés se situent en province de Pordenone et en province d'Udine dans les communes de Castions di Strada, Latisana, Lignano Sabbiadoro, Muzzana del Turgnano, Morsano al Tagliamento, Palazzolo dello Stella, Pocenia, Precenicco, Rivignano, Ronchis, Teor et Varmo.
Les vignobles se situent en proximité de la mer Adriatique près des rives du cours d'eau du Tagliamento.

## Cépages
Les cépages les plus importants sont :
- Cabernet franc
- Cabernet sauvignon
- Chardonnay
- Franconia
- Traminer aromatico
- Malvasia Istriana
- Merlot
- Pinot bianco
- Pinot grigio
- Pinot nero
- Refosco dal peduncolo rosso
- Riesling
- Riesling italico
- Sauvignon
- Tocai friulano
- Verduzzo Friulano,

## Vins, appellations
Sous l’appellation, les vins suivants sont autorisés :
- Friuli Latisana Cabernet
- Friuli Latisana Cabernet Sauvignon
- Friuli Latisana Cabernet Sauvignon riserva
- Friuli Latisana Cabernet Sauvignon superiore
- Friuli Latisana Cabernet franc
- Friuli Latisana Cabernet franc riserva
- Friuli Latisana Cabernet franc superiore
- Friuli Latisana Cabernet riserva
- Friuli Latisana Cabernet superiore
- Friuli Latisana Chardonnay
- Friuli Latisana Chardonnay superiore
- Friuli Latisana Franconia
- Friuli Latisana Franconia riserva
- Friuli Latisana Franconia superiore
- Friuli Latisana Malvasia Istriana
- Friuli Latisana Malvasia Istriana superiore
- Friuli Latisana Merlot
- Friuli Latisana Merlot riserva
- Friuli Latisana Merlot superiore
- Friuli Latisana Pinot Bianco
- Friuli Latisana Pinot Bianco superiore
- Friuli Latisana Pinot Grigio
- Friuli Latisana Pinot Grigio superiore
- Friuli Latisana Pinot Nero
- Friuli Latisana Pinot Nero riserva
- Friuli Latisana Pinot Nero superiore
- Friuli Latisana Refosco dal peduncolo rosso
- Friuli Latisana Refosco dal peduncolo rosso riserva
- Friuli Latisana Refosco dal peduncolo rosso superiore
- Friuli Latisana Riesling Renano
- Friuli Latisana Riesling Renano superiore
- Friuli Latisana Sauvignon
- Friuli Latisana Sauvignon superiore
- Friuli Latisana Tocai Friulano
- Friuli Latisana Tocai Friulano superiore
- Friuli Latisana Traminer aromatico
- Friuli Latisana Traminer aromatico superiore
- Friuli Latisana Verduzzo Friulano
- Friuli Latisana Verduzzo Friulano superiore
- Friuli Latisana rosato
- Friuli Latisana spumante